# Sam Noto
Sam Noto (* 17. April 1930 in Buffalo, New York) ist ein US-amerikanischer Jazz-Trompeter. Er spielte bei Stan Kenton und Count Basie.

## Leben
Noto begann seine Karriere 1947, spielte 1953 und 1956 bei Stan Kenton, später bei Louie Bellson/Pearl Bailey (1959) und 1964/65 bei Count Basie. 1965 gründete er mit Joe Romano ein Quintett. Von 1969 bis 1975 arbeitete er in Clubs in Las Vegas, später ging er nach Toronto, spielte dort mit u. a. mit Kenny Drew, Al Cohn und Dexter Gordon, sowie mit Rob McConnell in den 1970 und 1980er Jahren mehrere Alben ein.  Im Bereich des Jazz war er laut Tom Lord zwischen 1953 und 1999 an 102 Aufnahmesessions beteiligt. Zuletzt nahm er mit Kirk MacDonald (Tenorsaxophon), Mark Eisenman (Piano), Steve Wallace (Bass) und Bob McLaren (Schlagzeug) 1999 das Album Now Hear This auf.

## Auswahldiskographie
mit Stan Kenton
- Kenton Showcae (1953; Blue Note)
- Cuban Fire! (1956; Blue Note)
- Kenton In Hi-Fi (1956; Blue Note)

mit Rob McConnell
- The Jazz Album (1976; Sea Breeze Records)
- Live In Digital (1980; Sea Breeze Records)
- Night Flight (1993; Sea Breeze Records)

mit Kenny Drew
- For Sure! (1978; Xanadu)

mit Al Cohn und Dexter Gordon
- Silver Blue (1976; Xanadu)
- True Blue (1976; Xanadu)